# طلاقم بده به‌خاطر گربه‌ها
طلاقم بده به‌خاطر گربه‌ها فیلمی در ژانر وحشت-روانشناختی به کارگردانی و نویسندگی محمدعلی سجادی و تهیه‌کنندگی محمدرضا مصباح  محصول سال ۱۳۹۶ است.
فیلمبرداری این اثر اسفند ۱۳۹۵ در تهران انجام شد. این فیلم تنها دو لوکیشن اصلی دارد و بخش عمده آن در یک دادگاه فیلم‌برداری شده‌است. رضا مولایی، مریم همتیان، جلال الدین ترابی و شیرین ولی پور بازیگران این فیلم سینمایی هستند.
فیلمنامه «طلاقم بده به خاطر گربه‌ها» براساس یک رخداد واقعی توسط محمدعلی سجادی به نگارش درآمده است.

## خلاصه داستان
داستان فیلم، درباره‌ی زنی است که پس از نقل مکان با همسرش به یک ساختمان مسکونی، مورد ضرب و شتم اجنه قرار می‌گیرد و دلیل درخواست طلاق از همسر خود را چنین اعلام می‌کند:
«رای طلاق را دوماه بالای کمد گذاشتم و اجرا نکردیم. آن‌ها از شب اول به سراغم آمدند و به طور وحشتناکی کتک زدند، طوری‌ که جای زخم‌ها گوشت اضافه آورد، حتی سقف دهانم را زخم کرده بودند و موهای سرم را کنده بودند. پس از اجرای حکم طلاق گربه‌ها خوشحال بودند بعد از آن چند بار به منزل همسرم رفتم تا کارهایش را انجام دهم و خانه‌اش را مرتب کنم، جن‌ها با عصبانیت سراغم آمدند و دندان قروچه کردند. بعد از طلاق که به همراه دو دخترم به خانه پدرم برگشتم دیگر آن‌ها سراغم نمی‌آیند و مرا نمی‌زنند. تا چند وقت احساس دلتنگی به آن‌ها را دارم اگر بخواهم می‌توانم آن‌ها را ببینم …»

## منبع الهام فیلمساز
این فیلم براساس یک رخداد واقعی توسط محمدعلی سجادی به نگارش درآمده است و داستان زندگی زوجی جوان را روایت می‌کند که در سال ۱۳۸۳ هجری خورشیدی به دادگاه مراجعه کرده و تقاضای طلاق می‌دهند. دلیل اصلی آن‌ها برای این جدایی تنها به خاطر گربه هاست!